# Betrichia zilbra
Betrichia zilbra är en nattsländeart som beskrevs av Martin E. Mosely 1939. Betrichia zilbra ingår i släktet Betrichia och familjen smånattsländor. Inga underarter finns listade i Catalogue of Life.